# Flemingia lineata
Flemingia lineata är en ärtväxtart som först beskrevs av Carl von Linné, och fick sitt nu gällande namn av William Aiton. Flemingia lineata ingår i släktet Flemingia och familjen ärtväxter.

## Underarter
Arten delas in i följande underarter:
- F. l. glutinosa
- F. l. lineata